# Nelly Pütz
Nelly Pütz (* 12. August 1939 in Köttenich bei Düren; † 22. Juli 1959 in Middelkerke, Belgien) war eine deutsche Kindergärtnerin, die die höchste Auszeichnungen erhielt, weil sie unter Einsatz des eigenen Lebens vier Kinder vor dem Ertrinken rettete. Sie ist Namensgeberin verschiedener Schulen, Kindergärten und Straßen.
Pütz entstammte einfachen Verhältnissen. 1959 war sie an einem Aachener Kindergarten tätig und betreute in einer Sommerfreizeit an der belgischen Küste eine Kindergruppe. Am 22. Juli 1959 rettete sie dort vier Kinder vor dem Ertrinken, bevor sie bei dem Versuch, weitere Kinder zu retten, selbst ertrank.
Pütz wurde posthum am 10. Mai 1962 mit dem höchsten Orden des Belgischen Königs für Tapferkeit und persönlichen Einsatz ausgezeichnet. Bereits am 17. September 1959 benannte der belgische König in Lüdenscheid einen Kindergarten nach ihr. Ebenfalls nach ihr benannt sind heute das Nelly-Pütz-Berufskolleg in Düren (seit 1989) und der Kindergarten Nelly-Pütz in Huchem-Stammeln, wie auch die Nelly-Pütz-Straßen in Huchem-Stammeln und Lüdenscheid.